# Iván Alonso Montoya Urrego
Iván Alonso Montoya Urrego  (Sabaneta 30 de abril de 1969) es un educador y político colombiano.
Es miembro del partido Creemos Colombia y se desempeñó como Alcalde del Municipio de Sabaneta durante el período 2016-2019. Montoya Urrego obtuvo su licenciatura en Didáctica y Dificultades del Aprendizaje Escolar en la Fundación Universitaria CEIPA. Además, realizó una Especialización en Educación y Asesoría Familiar en la Universidad de la Sabana y una Maestría en Políticas Públicas en la Universidad de la Plata

## Biografía y vida personal
Iván Alonso Montoya Urrego es hijo de Blanca Urrego y Tulio Montoya. En 1997, contrajo matrimonio con Marta Elsy Sánchez, fallecida en mayo de 2013. Tuvieron dos hijos, María Valentina y David Alejandro. 
Montoya Urrego inició su vida laboral recolectando café y trabajando como mensajero. Al mismo tiempo, realizó sus estudios y se graduó de bachiller en el Gimnasio los Alcázares. En 1992, obtuvo el título de Licenciado en Didáctica y Dificultades del Aprendizaje Escolar en el CEIPA. En 2001, fundó la Fundación Más por la Paz.
Sus hermanas se llaman Angela Montoya, Genia Montoya, Estela Montoya, Adriana Montoya. 

## Estudios
En 1995, obtuvo el título de Orientación familiar en el Instituto de Ciencias de Educación Pamplona, Universidad de Navarra, España. En 1998, realizó una Especialización en Educación y Asesoría Familiar en la Universidad de la Sabana, Santa Fe de Bogotá. En 2021, obtuvo un Magíster en Políticas Públicas en la Universidad de la Plata, Argentina.

## Trayectoria Educativa
Iván Alonso Montoya Urrego inició su carrera en el área de educación en 1986 como profesor de preescolar, primaria y bachillerato en el Gimnasio los Alcázares, donde trabajó hasta 1998. Entre 1997 y 1998, ejerció como profesor en la Universidad de San Buenaventura. En 1998, se desempeñó como profesor, director de cursos y coordinador en el Colegio Montessori de Medellín hasta el año 2000.
Desde 2004 hasta 2006, ejerció el cargo de rector del Gimnasio Fuentes del Río. En 2004, obtuvo el cargo de presidente de la Asociación de Colegios Privados de la Sabana de Bogotá.

## Trayectoria Pública
Iván Alonso Montoya Urrego inició su carrera como servidor público al desempeñarse como Secretario de la Sociedad de Mejoras Públicas del Municipio de  Sabaneta durante 12 años. En 2001 obtuvo el cargo de Secretario de Educación y Cultura en el Municipio de Sabaneta, donde trabajó hasta 2003. En 2008, obtuvo el cargo de Secretario General y Secretario de Educación y Cultura en el mismo municipio, donde trabajó hasta 2009.
Entre 2009 y 2011, ejerció como Director Administrativo y Financiero del Programa MANÁ en la Gobernación de Antioquia. En 2014, obtuvo el cargo de Asesor de FUNIDEL - Fundación Iberoamericana para la Democracia y el Desarrollo Local.
Iván Alonso Montoya fue elegido alcalde de su ciudad en 2015 para el periodo 2016-2019. Durante las elecciones, recibió un número significativo de votos (59.27%), que se registró como el más alto en la historia de la municipalidad, En 2023 después de una consulta acordada con Daniel Galeano del Centro Democrático con el 29,9% de los encuestados a favor de Montoya, oficialisa su candidatura a la alcaldía de Sabaneta, esta vez por el Partido Creemos Colombia sacando 13.822 votos sin embargo fue derrotado por Alder Cruz por 20.037, aunque pudo quedar con una curul de oposición en el concejo.

## Alcaldía de Sabaneta
Iván Alonso Montoya Urrego inició su mandato como alcalde de Sabaneta el 1 de enero de 2016. En su primer discurso oficial como alcalde, mencionó su intención de controlar el crecimiento urbano, cumplir con el Plan de Ordenamiento Territorial y respetar el medio ambiente. También estableció como prioridades la inclusión social y la educación.
Durante su mandato como alcalde de Sabaneta, Iván Alonso Montoya Urrego logró varios avances en el municipio. En el ámbito educativo, Sabaneta obtuvo una calificación de 7.67 según el Índice Sintético de Calidad Educativa (ISCE), la más alta entre los municipios de Colombia en educación. El ISCE es una evaluación basada en más de 4.000 instituciones educativas a nivel nacional. Además, el número de raciones alimentarias en el Programa de Alimentación Escolar (PAE) aumentó de 4.000 en el 2015 a 5.759 al finalizar el período en el 2019.
En cuanto al medio ambiente, se compró la finca Bellavista, que tiene una superficie de 383.686 metros cuadrados, y se incorporó a la reserva natural La Romera. También se compró la Finca Canalón, que tiene una superficie de 89.500 metros cuadrados, y se incorporó a la misma reserva.
En el ámbito tecnológico, se trabajó en la construcción de una red de 10 kilómetros de fibra óptica con el objetivo de garantizar el acceso gratuito a internet para la población del municipio. Además, el edificio de la nueva Biblioteca Pública Municipal, que tiene una superficie de 7.200 metros cuadrados, fue declarado como zona franca de educación e innovación por parte del Ministerio de Comercio, Industria y Turismo (MINCIT) y la Dirección de Impuestos y Aduanas Nacionales (DIAN).
Iván Alonso Montoya Urrego también cumplió con el 94.5% del Plan de Desarrollo ejecutado y fortaleció el Fondo de la U y el Centro de Orientación y Gestión para el Trabajo. Durante su mandato, se entregaron 21 parques de colores y el Parque de los Cuatro Elementos. Finalizó la construcción de la Biblioteca Pública Municipal Juan Carlos Montoya Montoya.
Al finalizar su mandato como Alcalde de Sabaneta, Iván Alonso Montoya Urrego dejó varios proyectos en marcha. Estos incluyen la construcción del Centro Administrativo Municipal (CAM), la ampliación de la Institución Educativa José Félix de Restrepo y la Institución Educativa María Auxiliadora, entre otros.
Según la Gran Encuesta Metropolitana realizada por el periódico El Colombiano, Iván Alonso Montoya Urrego obtuvo una aprobación mayor del 79% como Alcalde de Sabaneta. Esto significa que más del 79% de los encuestados expresaron su aprobación hacia la gestión del alcalde junto a los alcaldes Federico Gutiérrez de Medellín y León Mario Bedoya López de Itagüi.

## Controversias
El 7 de junio de 2023, la Procuraduría General de la Nación profirió pliego de cargos contra Iván Alonso Montoya y el asesor Jurídico Héctor Darío Yepes, por posible extralimitación en las funciones al no aceptar el 1% de los derechos del predio “Tulio Ospina”, inmueble ubicado en el municipio de Bello, sin que mediara autorización por parte del Concejo Municipal. En respuesta a esta controversia Iván Alonso Montoya en entrevista por Radio Caracol Medellín el 8 de junio de 2023 informó que no tenía conocimiento de la decisión de la procuraduría y que se comunicaría con su abogado para determinar las acciones pertinentes en el proceso. Hasta la fecha no existe referencia o actuación adicional en el proceso investigativo por parte de la Procuraduría que indique continuidad en esta controversia.